# Epididymale hypertensie
Epididymale hypertensie, informeel ook wel "blauwe ballen" genoemd, is een pijnlijk symptoom dat wordt veroorzaakt door het tijdelijk vernauwd raken van de bloedvaten in het gebied rond de testikels en de prostaat.

## Oorzaak
De oorzaak is de verhoogde bloeddruk in de genitaliën die de erectie en het opzwellen van de testikels veroorzaakt. De gezwollen bloedvaten zijn blauw van kleur, vandaar de uitdrukking "blauwe ballen". De krampen in de gladde spiercellen van de bijballen en de zaadleiders zijn de eigenlijke reden voor de pijn. Na de ejaculatie herstelt de normale bloeddoorstroming zich vrij snel en verdwijnen de onaangename sensaties.

## Behandeling
De makkelijkste manier om van de pijn af te komen is door een ejaculatie, normaal gesproken door het uitvoeren van een seksuele handeling; dit activeert het parasympathisch zenuwstelsel weer en verhoogt de bloedafvoer van het geslachtsdeel waardoor de opgehoopte vloeistoffen kunnen worden afgevoerd. Ook kan het helpen om zwaar lichamelijke inspanning te leveren, zoals het verplaatsen van een zwaar voorwerp. Dit verhoogt de bloeddruk en het risico op een varicocele.